# Colón (metropolitana di Madrid)
Colón è una stazione della linea 4 della metropolitana di Madrid.
Si trova sotto alla piazza omonima, tra i distretti Centro e Chamberí.

## Storia
La stazione fu aperta al pubblico il 23 marzo 1944, in corrispondenza dell'apertura della linea 4 tra le stazioni di Argüelles e Goya.

## Accessi
Vestibolo Colón
- Génova, impares: Calle de Génova 29 (vicino alla Plaza de Colón)
- Génova, pares: Calle de Génova 28 (vicino alla Calle del Marqués de la Ensenada)
- Museo de Cera Accesso sotterraneo al museo apertura secondo gli orari del museo